# The Miller's Daughter
The Miller's Daughter es el décimo sexto episodio de la segunda temporada de la serie de televisión estadounidense de fantasía y drama, Érase una vez. El episodio se transmitió originalmente en los Estados Unidos el 10 de marzo de 2013, mientras que en América Latina el episodio debutó el 11 de abril de 2013.
En este episodio Regina y Cora tratan de asesinar al Sr. Gold para evitar que su inmenso poder se pierda ante la inminente muerte del hombre mágico, viéndose en la obligación de luchar contra Emma, Neal, David y Mary Margaret en el proceso. La experiencia trae a recuerdos a Cora de la época en la que subió al poder con ayuda de Rumplestilskin.          

## Argumento

### En el pasado del bosque encantado
Una joven y pobre Cora se levanta en otro día de su vida de pobreza y desdicha para vender un poco de la harina producida por su familia. Al entrar en el castillo de los nobles que gobiernan el reino donde vive, Cora termina tropezando por culpa de una princesa proveniente de otro reino que responde al nombre de Eva. A pesar de ser la víctima de una humillación, el rey Xavier obliga a la joven humilde a disculparse con la arrogante princesa. 
Esa misma noche Cora se escabulle para comer la comida gratuita en una fiesta organizada en el palacio con el objetivo de comprometer al príncipe Henry. El rey Xavier reconoce a Cora y vuelve a insultarla y despreciarla por su posición económica. En sus intentos por demostrar que es todo lo contrario, Cora hace el alarde poseer la capacidad de convertir la paja en oro. Aunque la mentira de la joven pudo haber sido desmentida en ese instante, el rey Xavier la encierra en una torre con mucha paja, haciendo un contrato con ella: si la paja es convertida en oro para el día siguiente, Cora se casara con el príncipe, pero si no es así Cora será ejecutada.   
Al quedar atrapada en una torre sin muchas opciones de sobrevivir, Cora termina siendo visitada por Rumplestilskin, el oscuro, quien le revela que está decidido a ayudarla a salirse con la suya a cambio de que esta le entregue algo que será determinante en el futuro: su primogénita. Luego de ser testigo de los poderes de Rumplestiltskin, Cora acepta la oferta a cambio de que aprender a usar la magia. Rumplestiltskin queda sorprendido por la fuerza interna de la joven y al explicarle que la magia se manipula por las emociones, Cora aprende a convertir la paja en oro ante la miradas atónitas de todos en el pueblo, incluyendo al rey Xavier, quien sin más opción que reconocer la grandeza de Cora cumple con su parte del trato al entregar la mano de su hijo. 
A unos días de su boda con el príncipe Henry, Cora se ha enamorado perdidamente de Rumplestiltskin, quien le corresponde sus sentimientos con la misma fuerza. Como una sugerencia de último momento, el hombre mágico le propone a su enamorada la oferta de cambiar su contrato, y ahora en vez de adueñarse del primer hijo de Cora, será del primer hijo que nazca entre los dos. No obstante Cora quiere vengarse primero del rey Xavier y le pide de favor a su amante y maestro aprender a arrancarle el corazón a las personas. Al anochecer Cora se prepara para matar a su suegro, pero en vez de hacerlo ella queda fascinada por las convicciones del mismo, quien le explica que el amor es solo un obstáculo entre el poder y las posiciones sociales, a las que considera cosas más importantes y mejores. A consecuencia de esto, Cora se arranca el corazón y procede a rechazar a Rumplestilskin aprovechándose de que el contrato que los unía ha sido cambiado.
Años después Cora presenta a su hija con el príncipe Henry ante sus súbditos: Regina, quien fue nombrada así con la promesa de que algún día sería una reina.

### En el presente de Storybrooke
Emma, Neal/Baelfiere, Henry y el Sr. Gold llegan a Storybrooke gracias a la velocidad de la nave del capitán Garfio, el Jolly Roger. En el puerto son recibidos por David, Mary Margaret y Ruby para discutir la solución para salvar a Gold y detener los planes de Regina y Cora. Debido a lo peligrosa situación a la que enfrentan, Emma manda a Henry a refugiarse en otra parte con Ruby, mientras los demás se preparan para el inevitable confrontamiento contra sus enemigas. Madre e hija escuchan la conversación y se dan cuenta de que sus planes podrían complicarse, sin embargo Cora decide asesinar a Gold con la daga, dado que el mismo está agonizando y eso equivaldría a la pérdida de todo el poder que alberga el oscuro.     
Mientras ayudan a Gold a descansar en su tienda, Mary Margaret descubre que el mismo tiene guardada la misma vela que pudo haber salvado a su madre hace muchos años atrás y de inmediato se da cuenta de cual es el nuevo plan del hechicero: usar la vela en Cora para intercambiar su vida por la de él, dado que su envenenamiento es incurable. Aprovechándose de los deseos e venganza de Mary Margaret en contra de Cora, Gold persuade a su co suegra de ayudarla en su plan, al comentarle que con maldecir el corazón de la poderosa bruja será suficiente para garantizar el éxito de su plan. Mientras tanto Gold comienza a aceptar el hecho de su inevitable muerte y pide llamar a una amenesica Bella para despedirse de ella. Poco después se disculpa con su hijo por haberlo abandonado y preferirlo sobre sus poderes.  
Una vez que Cora y Regina llegan a la tienda para asesinar a Gold, la primera de alguna manera percibe que su corazón peligra y manda a su hija a la bóveda donde está oculto y para recuperarlo, mientras termina con el trabajo. Mary Margaret se las arregla para encontrar el corazón de Cora y maldecirlo con la vela, poco después se lo entrega a Regina y con la mentira de que trata de ayudarla, convence a su enemiga de meter el corazón dentro de la bruja.
De regreso en la tienda de Gold, Cora consigue derrotar a Emma y a Neal y justo cuando se encontraba a punto de acabar con el agonizante Gold. Regina aparece insertándole el corazón a su madre de nuevo, al recuperar el amor que se había negado por tanto tiempo, Cora comienza agonizar y se percata demasiado tarde de que sus creencias sobre el amor eran todo lo opuesto a lo que pensaba. Poco después Cora muere en los brazos de una desconsolada Regina, quien al ver a Mary Margaret tratando de advertirle termina comprendiendo el engaño del que cayó víctima.

## Recepción

### Audiencia
La audiencia del episodio aumento un poco. The Miller's Daughter contó con personas de 18-49 entre un promedio de 2.3/6 y fue visto por 7.64 millones de espectadores.

### Críticas
Oliver Sava de A.V. Club le dio al episodio una «A-» y comento, «Hay muchos escritores talentoso trabajando en Once Upon A Time, pero las limitaciones de la serie la previenen de alcanzar su completo potencial. Jane Espenson hizo un gran trabajo en Buffy, la cazavampiros y Battlestar Galactica, pero sus episodios en esta serie han sido un poco incompletos. Así era, hasta 'The Miller’s Daughter', que fácilmente es uno de los episodios más poderosos que OUAT ha tenido. Explorando el pasado de Cora y presentárnosla como es en el presente-es explosivo, el episodio esta lleno de tramas significativas y momentos emocionales de los personajes, con una fuerte conexión con el pasado de los cuentos de hadas y las escenas en Storybrooke». También alabó la interpretación de Rose McGowan llamándola, «una inspiración para el casting de la joven Cora, y no solo por su parecido con Barbara Hershey. Tiene un comportamiento helado para la versión joven del rival a vencer en la temporada, escondiendo su poder en potencial detrás de la armadura que la protege de desarrollar la nobleza que pudo desarrollar. Cuando tropieza con una princesa y es forzada a arrodillarse y disculparse, se llena con la rabia esencial para que la magia ocurra. Se escabulle en un baile realizado para conseguirle esposa al príncipe, pero el rey la ve a través de su disfraz y la amenaza hasta que ella establece que puede convertir la paja en oro. Es encerrada en una torre, situando su encuentro con Rumpelstiltskin quien aparece y le da a Cora una probada del poder que la llevara al borde del risco».